# ال وال دا آرویو سکو (نیومکزیکو)
ال وال دا آرویو سکو(به انگلیسی: El Valle de Arroyo Seco) شهری در ایالت نیومکزیکو کشور ایالات متحده آمریکا است که جمعیت آن در سرشماری سال ۲۰۱۰ میلادی، ۱٬۴۴۰ نفر بوده‌است.

## موقعیت جغرافیایی
موقعیت جغرافیایی شهرها و مناطق اطراف به شرح زیر است: